# Llannerch-y-medd
Llannerch-y-medd est une localité du pays de Galles située sur l’île d’Anglesey.